# 미하일 무루초스
미하일 무루초스(그리스어: Μιχαήλ Μουρούτσος)로 잘 알려진 미할리스 무루초스(그리스어: Μιχάλης Μουρούτσος, 1980년 2월 29일~)는 그리스의 전직 태권도 선수이다. 2000년 하계 올림픽에 참가하여 58kg급에서 금메달을 획득하였다.

## 경력
그리스 펠로폰네소스주 랑가디아에서 태어났으며 7살 때 태권도를 시작했다.
1996년에 그리스 주니어 태권도 국가대표로 발탁되어 크로아티아의 자그레브에서 열린 유럽 주니어 선수권 대회에 참가하였다. 이 대회에서는 독일의 미문 하다리에게 패하여 탈락했다. 같은 해에 스페인 바르셀로나에서 열린 세계 주니어 선수권 대회에 참가하였으나 독일의 하다리에게 패했다. 이듬 해인 1997년에 그리스 파트라에서 열린 유럽 주니어 선수권 대회에서 리투아니아의 알기르다스 출케비추스, 프랑스의 말리크 모크다드, 우크라이나의 데니스 라트코우스키를 차례로 꺾었으나 준결승전에서 덴마크의 필리프 레위에스에게 패하여 동메달을 획득했다.
1997년 유럽 선수권 대회 이후로 시니어 국가대표 선수가 되었으며, 홍콩에서 열린 세계 선수권 대회에 그리스 국가대표로 참가하였으나 별다른 성적을 내지 못했다. 이듬 해인 1998년에 네덜란드 에인트호번에서 열린 유럽 선수권 대회에 참가, 이탈리아의 알레산드로 리엠마, 이스라엘의 다비드 샬롬을 꺾었으나 다음 상대인 스페인의 가브리엘 에스파르사에게 패했다. 이후 태권도가 처음으로 정식 종목으로 채택된 2000년 하계 올림픽에 참가하기 위한 스톡홀름에서 열린 예선에서 2위를 기록했으며, 올림픽 시즌인 2000년에 중화민국의 가오슝에서 열린 세계 학생 선수권 대회에 출전하여 인도네시아의 람복 마르파웅을 격파했으나 다음 상대인 대한민국의 김대령에게 패했다. 이후 프랑스 리옹에서 열린 월드컵에도 출전했으나 첫 상대인 이집트의 탈라트 아바다에게 6-0 대패를 당했다.
올림픽 직전에 그리스 파트라에서 열린 유럽 선수권 대회에서는 벨라루스의 비탈 말레이카, 아제르바이잔의 라샤트 마메도프, 헝가리의 셜림 요제프, 스페인의 미겔 톨레도를 차례로 꺾고 금메달을 획득했다. 이후 오스트레일리아의 시드니에서 열린 올림픽에 참가하여 첫 상대인 이집트의 아바다를 3-0으로 격파하였고, 다음 상대인 중화 타이베이의 황즈슝을 2-1로 꺾었다. 이후 준결승전에 진출하여 아르헨티나의 가브리엘 타라부레이를 2-1로 꺾으며 결승에 진출했고, 결승에서 스페인의 에스파르사를 4-2로 꺾으며 금메달을 획득하였다.
올림픽 이후인 2001년에 본에서 열린 독일 태권도 오픈에서 우승했고, 그 해에 대한민국 제주시에서 열린 세계 선수권 대회에 그리스 국가대표로 참가하여 페루의 알도 바리엔토스, 튀르키예의 바사르 무스타파 바사르를 꺾었으나 다음 상대인 대한민국의 강남원에게 패했다. 이후 튀르키예 삼순에서 열린 2002년 유럽 태권도 선수권 대회에 참가하여 아르메니아의 수렌 사리코프를 꺾었으나 우크라이나의 올렉산드르 샤포시니크와의 접전 끝에 판정패를 당했다. 독일 가르미슈파르텐키르헨에서 열린 2003년 세계 선수권 대회에서는 에스토니아의 로만 호르젠코, 벨기에의 아흐메트 바우티란, 튀르키예의 크반치 딘치살만을 눌렀으나 대한민국의 고석화에게 패했다.
2004년에는 모국 그리스의 아테네에서 열린 하계 올림픽에 그리스 국가대표로 참가하여 첫 상대로 타이의 우사다떼 수티꾼깐을 5-2로 눌렀으나 다음 상대인 이집트의 타메르 바유미에게 패하여 패자부활전에 진출했으나 도미니카 공화국의 가브리엘 메르세데스와의 대결을 앞두고 기권하였다. 이후 스페인 마드리드에서 열린 2005년 세계 선수권 대회에서 뉴질랜드의 아맨도 앱디, 도미니카 공화국의 야코모 가르시아, 벨라루스의 샤르헤이 사추크를 격파했으며 다음 상대인 튀르키예의 딘치살만에게 패했다. 그해 8월에는 튀르키예 이즈미르에서 열린 하계 유니버시아드에 그리스 국가대표로 참가하여 남자 67kg급에서 러시아의 세르게이 도조르체프와 캐나다의 토머소 피에리니, 독일의 에르달 아일란치를 격파했으나 준결승전에서 대한민국의 이문규에게 패하여 세네갈의 발라 디예와 함께 동메달을 획득했다.
이후 2006년 독일 오픈에서 준우승을 하고, 대한민국 서울특별시에서 열린 세계 군인 선수권 대회에 그리스 국가대표로 참가하여 동메달을 획득하였으며, 2008년 세계 군인 선수권 대회를 끝으로 은퇴했다.
현역 은퇴 후 올림피아코스 태권도팀 단장을 맡고 있다.

## 개인사
2010년에 그리스의 모델인 아나스타시아 페라키와 결혼했다. 두 사람 사이에는 2009년에 태어난 딸 엘레나가 있으며 2013년에 이혼했다.